# 喀麥隆航空 (1971年)
喀麥隆航空（Cameroon Airlines）是一家曾经存在的喀麥隆航空公司，过去是喀麥隆國家航空公司，總部設在喀麥隆杜阿拉国际机场，曾经营从杜阿拉国际机场往返非洲各地、欧洲，以及中东的航班。该公司成立于1971年，但后来经营陷入困境，在结业前的最后几年该航空公司只有少数航线仍在不定期运行。2008年3月，该公司结业。目前，该公司的国家航空公司地位由商标为“Camair-Co”的喀麥隆航空取代。

## 歷史
喀麥隆航空成立於1971年，至1973才投入營運，此前喀麥隆國內和國際航班大多由非洲航空執行。1973年11月1日開通杜阿拉至雅温得航線，由波音737-200執行。不久亦開通國際航線巴黎和羅馬，採用前法國航空的波音707執行，1982年改由載客量較多的波音747-200。
喀麥隆航空后来陷入財政困境，加上欠伏妥善維修和不良安全紀錄，使法國民航局在2005年9月無限期禁止喀麥隆航空營運法國航線。
為免航空公司破壞，喀麥隆政府與布魯塞爾航空子公司布魯塞爾航空控股公司簽定協議，確保喀麥隆航空有足夠資金營運。最終這協議沒有實現，新的喀麥隆航空在2006年9月成立，而舊的喀麥隆航空則營運到2008年結業。